# نیل استوک
نیل استوک (انگلیسی: Neil Stuke؛ زادهٔ ۲۲ فوریهٔ ۱۹۶۶) بازیگر اهل بریتانیا است. وی از سال ۱۹۹۱ میلادی تاکنون مشغول فعالیت بوده‌است.
از فیلم‌ها یا برنامه‌های تلویزیونی که وی در آن نقش داشته‌است، می‌توان به اندکی فراست، پوآرو، شاهد خاموش، تلفات، قانون مورفی، آدمکشان میدسامر، مارپل آگاتا کریستی، مسترشف، بی‌بی‌سی برکفست، دکتر هو، سده، درهای کشویی، الاکلنگ، گناهان، واسپاری و مردی با باران در کفش‌هایش اشاره کرد.